# ادونتا
ادونتا (انگلیسی: Adventa) شرکت مراقبت سلامت مالزیایی است، که در سال ۲۰۰۴ تأسیس شد.